# Арад (акциденция)
А́рад (араб. عارض‎ —  случайность, случайное явление‎) — в арабо-мусульманской философии — акциденция, нечто случайное, привходящее.

## В мутазилизме
В мутазилитском каламе акциденция логически вторична в отношении понятия «смысл» (ма‘нан). Некоторые мутазилиты считали такие «смыслы» именно акциденциями, а не атрибутами (сифа, васф). Они понимали под атрибутами предикаты в речи, а под акциденциями — качества в вещах. Большинство мутазилитов указывало, что акциденция является несамостоятельной (ля якум би-нафси-хи), что она непременно имеет место (макан) и находится в теле. Меньшинство (напр. аль-Аллаф) считали, что некоторые акциденци (время, пребывание или гибель вещи, воля Бога) могут быть вне места и не в теле.
Мутакалимы поставили следующие основные проблемы, касающиеся акциденций:
- каковы классы акциденций?
- может ли существовать тело, лишенное всех или некоторых акциденций?
- благодаря чему акциденции привходят в тело?
- пребывают ли акциденциини?
- могут ли акциденции быть «воспроизведены» (и‘ада)?
- есть ли разница между «воспроизведением» и «восстановлением» (исти’наф)?[1]

Одни мутазилиты признавали существование только двух классов акциденций: движение и покой, сводя к ним все прочие классы. Когда речь шла об атомах, некоторые мутазилиты относили к числу акциденций шесть пространственных «направлений» (джихат). Некоторые мутазилиты считали, что тело может быть без всяких акциденций, другие выделяли акциденции, без которых тело не может существовать (напр., составность). Некоторые признавали в качестве действительных категорий все акциденции, либо часть их. Одни мутазилиты считали, что акциденции привходят в тело благодаря возникновению в нём некоторого «смысла», другие мутазилиты, а также ашариты говорили, что для привхождения акциденций иметься в теле и возникать (худус) в нём — одно и то же. Большинство мутакаллимов считало, что акциденции не пребывают более двух мгновений. Абу Али аль-Джуббаи доказывал, что не могут воспроизводиться те акциденции, о которых мы знаем, как они устроены, которые не пребывают и которые сами можем произвести, а прочие могут.

## В исмаилизме
В отличие от калама, в восточном перипатетизме и исмаилизме в число акциденций не включаются универсалии, образующие субстанциальные формы. Акциденция понимается как дихотомическая понятию субстанции. На ранних этапах развития калама под арадом понимались количественные и качественные характеристики тела. Восточные перипатетики (фаласифа) термином арад обозначали девять Аристотелевых категорий, следующих за категорией «субстанция» (джаухар) — «количество», «качество», «отношение», «где?», «когда?», «положение», «обладание», «действие», «претерпевание действия». Кроме этого этим словом они обозначали одно из пяти «общих высказываний», среди которых «род», «вид», «различающий признак» и «собственный признак». На поздних этапах развития калама, когда эта наука смешалась с восточным перипатетизмом (фалсафа), одни и те же авторы употреблял термин арад во всех указанных значениях. Проблема акциденций у восточных перипатетиков, а также у Яхьи ас-Сухраварди, рассматривается соответственно как проблема предикации, при этом ас-Сухраварди считает, что акциденции входят в «чтойность» вещи.

## В суфизме
В суфизме происходит возрождение атомистического понимания времени. Это ведёт за собой проблематику, связанную с акциденциями, а также тезиса о ежемгновенном обновлении мироздания. Крупнейший представитель и теоретик суфизма Ибн Араби считает, что понятие акциденции как реально отличное от субстанции неверно, так как субстанция не служит её вместилищем, однако акциденция находится «там же», где субстанция. При этом, сама субстанция является акциденцией и не может быть отличена от ней, так как определения типа «принимающее акциденцию» или «занимающее место» (мутахаййиз) указывают не на самостоятельные признаки, а на акцидентальные. По этой причине мироздание в суфизме понимается как совокупность акциденций.